# Хосров IV
Хосров IV (арм. Խոսրով Դ; ум. 415) — царь Великой Армении (387—392 и вторично 414—415) из династии Аршакидов.

## Происхождение
В работах армянских историков, Фавстоса Бюзанда и Мовсеса Хоренаци, Хосров представлен как молодой принц из рода Аршакидов, однако о его точном происхождении ничего не говорится. В современной генеалогии принято относить Хосрова к сыновьям царя Вараздата.

## Правление
После свержения с трона царя Вараздата, вследствие бунта спарапета Манвела Мамиконяна в 378 году, царём Армении стал малолетний Аршак III (сын царя Папа). Манвел Мамиконян стал регентом при Аршаке и фактически правил страной до своей смерти в 384 году, при нём Армения успешно отстаивала свою независимость как от Рима, так и от Персии. После смерти Манвела армянские нахарары обращаются к персидскому царю Шапуру III с призывом поставить на армянский трон молодого принца Хосрова. Шапур выдал замуж свою сестру за Хосрова и назначил его царём Армении.
Для того чтобы вернуть свои права на трон Аршак III обратился к императору Феодосию Великому за помощью. Однако в 387 году Феодосий и Шапур III заключили договор о разделе Армении между Римом и Персией. Западная, меньшая часть Армении отошла к Риму (и там назначен править Аршак), а в восточной, большей части остался править Хосров.
По сведениям Мовсеса Хоренаци после раздела Армении многие армянские нахарары вместе с Аршаком перебрались в Западную Армению, предпочтя владычество христианского Рима языческой Персии. Шапур же, рассерженный таким поступком армянской знати, отправил ушедшим нахарарам письмо, где сообщил, что поставил править в подконтрольной ему части Армении «…некоего Хосрова, вашей же веры и из коренного рода ваших властителей». Большая часть нахараров вернулась в свои владения в Восточной Армении.
После смерти Аршака III римляне более не ставили на армянский трон нового царя. Недовольные этим, бывшие верные Аршаку нахарары добровольно подчиняются Хосрову, признав его царём. После чего Хосров обратился к императору Аркадию с просьбой доверить под его контроль также западную, римскую часть Армении, обещая платить дань. Опасаясь восстания армянской знати и потери подконтрольных ему армянских земель, Аркадий исполнил просьбу Хосрова.
После смерти католикоса Аспуракеса Хосров назначил католикосом армянской церкви Саака Партева, который принадлежал к роду потомков просветителя и первого католикоса Армении Св. Григория.
Однако подобные самовольные, не согласованные действия Хосрова не понравились Шапуру III. Он отправил к Хосрову вестников с обвинениями и угрозами, на что возмущенный Хосров ответил дерзостью.
Армянский царь попросил помощи у императора Аркадия в его борьбе с персами, обещав за помощь передать византийцам всю страну. Однако Аркадий отказал Хосрову и тот, не найдя помощи извне и не в состоянии оказать сопротивление, был вынужден сдаться персам. Заключив Хосрова в «Ануш-берде» («Крепость Забвения») в Хузестане, в 392 году персидский царь Бахрам IV поставил на его место брата Хосрова Врамшапуха.
В 414 году после смерти Врамшапуха по просьбе католикоса Саака Партева новый персидский царь Йездигерд освободил Хосрова и тот после более чем 20 летнего пленения снова стал царём. Однако его правление длилось недолго, уже через год в 415 году Хосров умер. Наследник Хосрова IV Арташес был слишком молод, чтобы занять царский трон, и Йездигерд назначает царём Армении своего сына Шапура из династии Сасанидов.